# 津野町
津野町（日语：／ Tsuno chō）是位於日本高知縣中西部的町，為四萬十川的發源地。境內約90%的面積被山林覆蓋，新莊川由西向東流經城鎮中心，位於東北邊的天狗高原自然休養林則被認定為森林療癒基地之一。設置於境內的葉山風力發電廠為四國地區發電容量最大的風力發電廠。
津野町的整體氣候溫暖多雨。東部地區的年均溫約15度，年降雨量為3173毫米；西部地區的年均溫約13度，年降雨量則為3414毫米。冬季時北部地區的積雪深度約為60公分，大於東西兩區的積雪深度。
當地以農業和林業為主，利用早晚溫差大且容易起霧的氣候種植茶葉，近年來推出許多相關產品。

## 人口
| 津野町人口分布圖 |                                               |  |
| 津野町與日本全國年齡別人口分布比較圖 （2005年資料） | 津野町的年齡、男女別人口分布圖 （2005年資料） |  |
| ■紫色是津野町 ■綠色是全国 | ■藍色是男性 ■紅色是女性                       |  |
| 津野町人口變化 \| 1970年 \| 9,626人 \| \| \| 1975年 \| 8,838人 \| \| \| 1980年 \| 8,712人 \| \| \| 1985年 \| 8,354人 \| \| \| 1990年 \| 8,000人 \| \| \| 1995年 \| 7,554人 \| \| \| 2000年 \| 7,258人 \| \| \| 2005年 \| 6,862人 \| \| \| 2010年 \| 6,407人 \| \| \| 2015年 \| 5,794人 \| \| \| 2020年 \| 5,291人 \| \| |                                               |  |
| 資料來源：日本總務省統計中心提供之人口普查數據 |                                               |  |
| 1970年 | 9,626人                                       |  |
| 1975年 | 8,838人                                       |  |
| 1980年 | 8,712人                                       |  |
| 1985年 | 8,354人                                       |  |
| 1990年 | 8,000人                                       |  |
| 1995年 | 7,554人                                       |  |
| 2000年 | 7,258人                                       |  |
| 2005年 | 6,862人                                       |  |
| 2010年 | 6,407人                                       |  |
| 2015年 | 5,794人                                       |  |
| 2020年 | 5,291人                                       |  |

## 歷史

### 年表
- 1889年4月1日：實施町村制，現在的轄區在當時分屬：高岡郡下半山村、上半山村、東津野村。
- 1956年9月30日：上半山村、下半山村合併為葉山村。
- 2005年2月1日：東津野村和葉山村合併為津野町。[7]

### 變遷表
| 1889年4月1日 | 1889年 - 1926年 | 1926年 - 1954年 | 1955年 - 1989年            | 1989年 - 現在       | 現在                |
| ------------ | --------------- | --------------- | -------------------------- | ------------------- | ------------------- |
| 下半山村     | 下半山村        | 下半山村        | 1956年9月30日 合併為葉山村 | 2005年2月1日 津野町 | 2005年2月1日 津野町 |
| 上半山村     |                 |                 | 1956年9月30日 合併為葉山村 | 2005年2月1日 津野町 | 2005年2月1日 津野町 |
| 東津野村     |                 |                 |                            | 2005年2月1日 津野町 | 2005年2月1日 津野町 |

## 觀光
- 四國喀斯特地形 - 天狗高原
- 四萬十川源頭 - 不入山
- 葉山之藏
- 長澤瀑布

## 本地出身人物

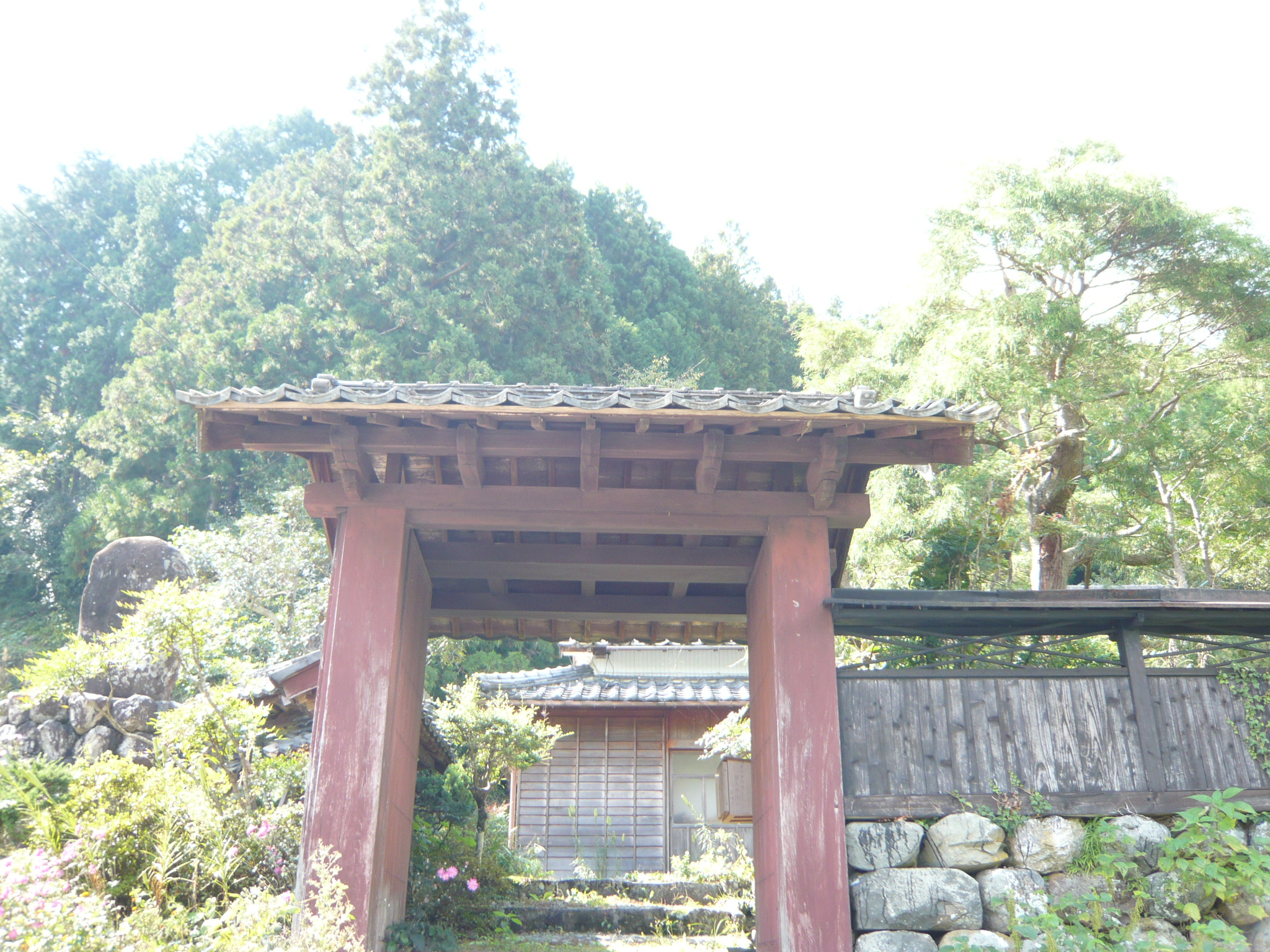
吉村虎太郎出生地的大門

- 義堂周信：室町時代臨濟宗的僧侶
- 絶海中津：室町時代的僧侶
- 吉村寅太郎：江戶時代末期的倒幕派武士
- 古味直志：漫畫家

## 外部連結
- （日語）官方网站
- （日語）アンテナショップ満天の星ＨＰ （页面存档备份，存于）